# Lema (género)

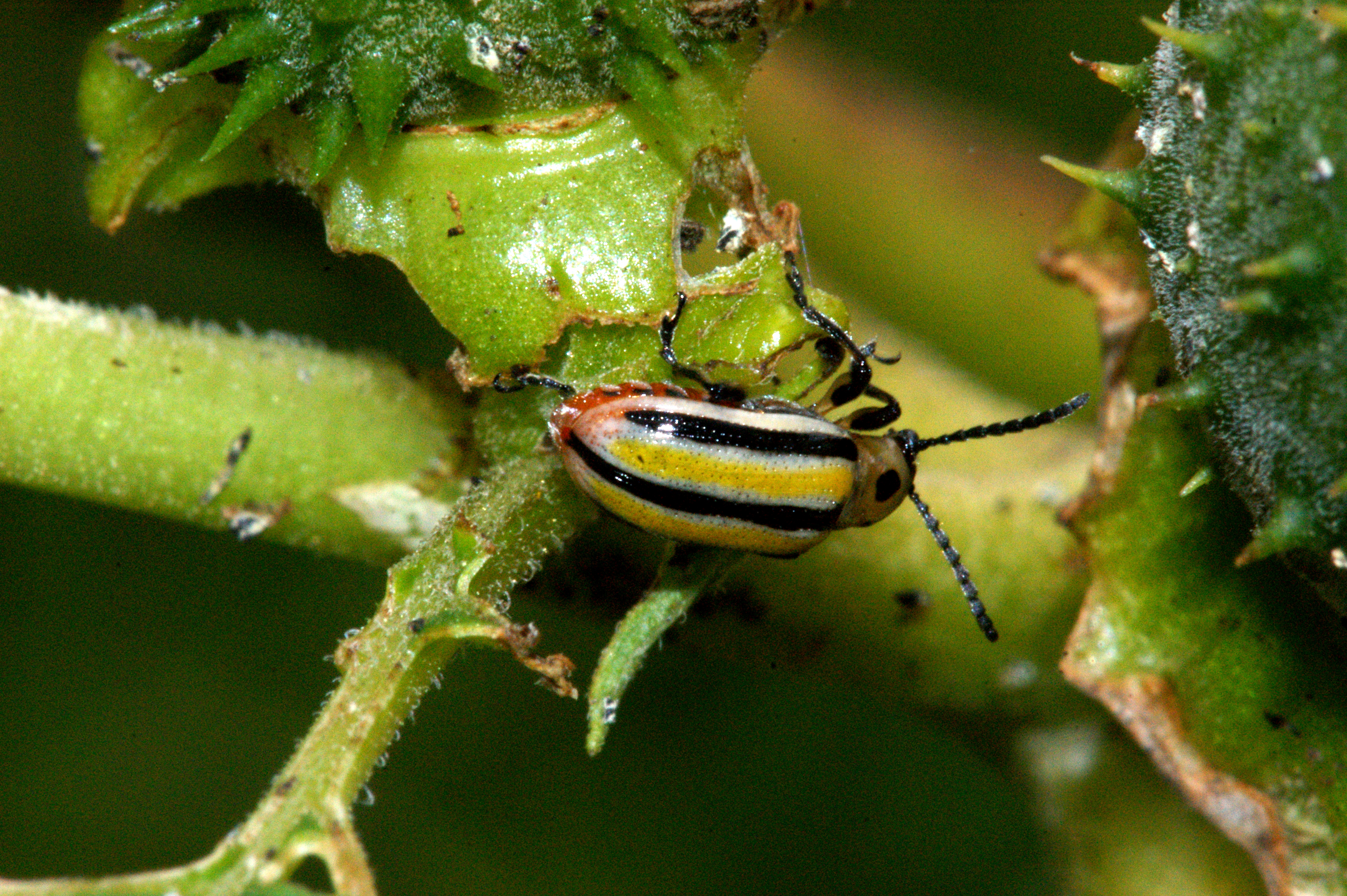
Lema daturaphila

Lema es un género de escarabajos de la familia Chrysomelidae. El género fue descrito científicamente primero por Fabricius en 1798. La especie tipo es Lema cyanea Fabricius, 1798. Esta es una lista de especies perteneciente a este género:
- Lema adunata (White, 1993)
- Lema aethiopica Medvedev, 2000
- Lema bopeng Mohamedsaid, 2002
- Lema borboniae Jolivet, 1979
- Lema caerulescens Kimoto & Gressitt, 1979
- Lema cambodiae Kimoto & Gressitt, 1979
- Lema cordata (White, 1993)
- Lema cyanella Linnaeus, 1758
- Lema danumensis Mohamedsaid, 1993
- Lema eichleri Borowiec, 1984
- Lema enigmatica Kimoto & Gressitt, 1979
- Lema eroshkinae Medvedev & Sprecher-Uebersax, 1999
- Lema indicola Takizawa & Basu, 1987
- Lema kabakovi Medvedev, 1985
- Lema keralensis Medvedev, 2001
- Lema kimotoi Medvedev & Sprecher-Uebersax, 1999
- Lema laotica Medvedev, 2004
- Lema maderensis White, 1993
- Lema malaysiensis Mohamedsaid, 1990
- Lema melanofrons White, 1993
- Lema michioi Suzuki, 2005
- Lema miyatakei Kimoto & Gressitt, 1979
- Lema molek Mohamedsaid, 2002
- Lema morimotoi Kimoto & Gressitt, 1979
- Lema nepalica Medvedev, 2003
- Lema nigricollis Medvedev, 2000
- Lema omukama Silfverberg, 1999
- Lema ovalis (White, 1993)
- Lema quadriguttata (White, 1993)
- Lema raychaudhurii Takizawa, 1984
- Lema rondoniana Kimoto & Gressitt, 1979
- Lema satoi Komiya, 2003
- Lema shapaensis Medvedev, 1985
- Lema slipinskii Borowiec, 1984
- Lema spenceri Kimoto & Gressitt, 1979
- Lema thinhi Medvedev, 1985
- Lema wanati Borowiec, 1984
- Lema witoldi Borowiec, 1984